# كيفن مور (لاعب دوري الرغبي)
كيفن مور (بالإنجليزية: Kevin Moore)‏ هو لاعب دوري الرغبي أسترالي، ولد في 30 نوفمبر 1965 في ليكيمبا ‏ في أستراليا.